# Comuna de Nowy Tomyśl
Nowy Tomyśl (polaco: Gmina Nowy Tomyśl) é uma gminy (comuna) na Polónia, na voivodia de Grande Polónia e no condado de Nowotomyski. A sede do condado é a cidade de Nowy Tomyśl.
De acordo com os censos de 2004, a comuna tem 24 033 habitantes, com uma densidade 129,3 hab/km².

## Área
Estende-se por uma área de 185,89 km², incluindo:
- área agricola: 57%
- área florestal: 33%

## Demografia
Dados de 30 de Junho 2004:
|                      | Total   | Total | Mulheres | Mulheres | Homens  | Homens |
| -------------------- | ------- | ----- | -------- | -------- | ------- | ------ |
|                      | pessoas | %     | pessoas  | %        | pessoas | %      |
| População            | 24 033  | 100   | 12 486   | 52       | 11 547  | 48     |
| Densidade (pop./km²) | 129,3   | 100   | 67,2     | 67,2     | 62,1    | 62,1   |

De acordo com dados de 2002, o rendimento médio per capita ascendia a 1325,03 zł.

## Subdivisões
- Boruja Kościelna, Bukowiec, Cicha Góra, Chojniki, Glinno, Grubsko, Jastrzębsko Stare, Kozie Laski, Nowa Boruja, Nowa Róża, Paproć, Przyłęk, Róża, Sątopy, Sękowo, Stary Tomyśl, Szarki, Wytomyśl.

## Comunas vizinhas
- Grodzisk Wielkopolski, Kuślin, Lwówek, Miedzichowo, Opalenica, Siedlec, Zbąszyń